# Phương Chính (nhà Minh)
Phương Chính (chữ Hán: 方政; ?-1439) là một võ tướng nhà Minh. Ông là một trong những tướng lĩnh cao cấp của nhà Minh tham gia viễn chinh Đại Việt, tiêu diệt nhà Hậu Trần, nhưng về sau bị nghĩa quân Lam Sơn đánh bại, phải đầu hàng và rút về nước.
Phương Chính là người huyện Toàn Tiêu, phủ Trừ Châu, Nam Trực Lệ (nay là Toàn Tiêu, An Huy). Thời thanh niên, được tập tế Dương vệ Thiên hộ. Nhờ có công trong Chiến dịch Tĩnh Nan, được thăng chức Đô chỉ huy Thiêm sự.
Năm 1408, Phương Chính theo Trương Phụ, Mộc Thạnh, viễn chinh Đại Việt, tiêu diệt nhà Hậu Trần, được thăng chức Đô chỉ huy sứ.
Năm 1439, Phương Chính được thăng Hữu đô đốc, theo Mộc Thạnh trấn áp loạn Mạnh Mẫu (Lộc Xuyên). Năm sau bị tử trận, được triều đình truy thụy là Trung Nghị (忠毅).